# جوامع الحکایات و لوامع الروایات
کتاب جوامع الحکایات و لوامع الروایات (به معنی گردآورده‌ای از داستان‌ها و درخشش‌هایی از بازگفته‌ها) اثر سدید الدین محمد عوفی ادیب ایرانی است. کتاب در حدود ۶۳۰ هجری قمری (نیمهٔ اول سده هفتم هجری) نوشته شده‌ است و در ۱۳۶۳، با ویرایش و توضیح‌نویسی جعفر شعار منتشر شد.

این کتاب مجموعه‌ای از داستان‌های دارای نکته‌های تاریخی، اخلاقی و مذهبی پر از لطیفه‌های پارسی و کتاب گوشه‌ای از تاریخ تمدن و ادبیات جهان اسلام و ایران و یکی از بزرگترین مجموعه‌های داستانی سده هفتم هجری قمری می‌باشد. این کتاب به عنوان بن‌مایه‌ای برای سایر دانشمندان و نویسندگان بعدی مورد استفاده قرار گرفته‌ است.

کتاب در چهار بخش (قِسم) و مجموعاً یکصد باب تنظیم شده‌ است. بخش اول شامل روی‌دادهای تاریخی است که از آغاز آفرینش تا دوران خلفای عباسی پیش آمده‌ است. خواسته نویسنده از گردآوری داستان‌ها در حقیقت بیان یک رشته معارف اخلاقی و پند و اندرز بوده‌ است.

## اهمیت کتاب
این کتاب علاوه بر توجه به جایگاه حکایت و قصه در تاریخ ادبیات فارسی، مطالب تاریخی را در قالب حکایات بیان می‌کند. حدود یک ششم کتاب اختصاص به بیان وقایع تاریخی دارد.

## تاریخ نگارش
عوفی در هنگام حملهٔ مغول مجبور به سفر هندوستان گردید. سپس راهی دربار ناصرالدین قباجه از حاکمان غوریه شد و به‌دستور همین پادشاه شروع به‌تألیف جوامع‌الحکایات کرد و پس از غرق شدن ناصرالدین قباجه، در خدمت وزیر نظام‌الملک قوام‌الدین محمدبن ابی سعد الجنیدی در دهلی اقامت گزید و کتاب «جوامع‌الحکایات و لوامع‌الروایات» را به‌نام وزیر تمام کرد.

## سبک
عوفی در این کتاب از سبک خاصی پیروی نکرده بلکه سبک آن وابسته به منابعی بوده که داستان از آنجا آورده شده‌است. گاهی سبکی روان و ساده داشته و بعضی مواقع پر از صنایع و عباراتی سنگین است.